# Argentin férfi kézilabda-válogatott
Az argentin férfi kézilabda-válogatott Argentína nemzeti csapata, melyet az Argentin Kézilabda-szövetség (spanyolul:Confederación Argentina de Handball) irányít.

## Eredmények nemzetközi tornákon
Az argentin férfi kézilabda-válogatott az amerikai kontinens egyik legeredményesebb csapata. Ötször nyerték meg a pánamerikai játékokat. Az olimpiai játékokon eddig egy alkalommal vettek részt, legjobb helyezésük egy 10. hely a 2012. évi nyári olimpiai játékokról.
A világbajnokságra több ízben is kvalifikálták magukat. A 2011-es vb-n szerzett 12. helyezésük az eddigi legjobb eredményük ebben a versenysorozatban.

## Eredmények
Nyári olimpiai játékok
- 2012 – 10. hely
- 2016 – 10. hely
- 2020 – 12. hely
- 2024 – 12. hely

Világbajnokság
- 1997 – 22. hely
- 1999 – 21. hely
- 2001 – 15. hely
- 2003 – 17. hely
- 2005 – 18. hely
- 2007 – 16. hely
- 2009 – 18. hely
- 2011 – 12. hely
- 2013 – 18. hely
- 2015 – 12. hely
- 2017 – 18. hely
- 2019 – 17. hely
- 2021 – 11. hely
- 2023 – 19. hely
- 2025 – 20. hely

Pánamerikai kézilabda-bajnokság
- 1979 – 5. hely
- 1981 – 4. hely
- 1983 – Nem vett részt
- 1985 – 5. hely
- 1989 – Nem vett részt
- 1994 – 4. hely
- 1996 – 2. hely
- 1998 – 2. hely
- 2000 – Győztes
- 2002 – Győztes
- 2004 – Győztes
- 2006 – 2. hely
- 2008 – 2. hely
- 2010 – Győztes
- 2012 – Győztes
- 2014 – Győztes
- 2016 – 3. hely
- 2018 – Győztes